# Marija Jewgenjewna Krjutschkowa
Marija Jewgenjewna Krjutschkowa (russisch Мария Евгеньевна Крючкова; * 7. Juli 1988 in Rostow am Don; † 8. März 2015 ebenda) war eine russische Kunstturnerin, die an den Olympischen Sommerspielen 2004 in Athen teilnahm.
Marija Krjutschkowa verstarb am 8. März 2015 an einer Embolie im Alter von 26 Jahren in ihrer Geburtsstadt.

## Karriere
Marija Krjutschkowa wuchs in Rostow am Don auf und begann im Alter von fünf Jahren mit dem Geräteturnen. Im Alter von zwölf Jahren wurde sie als vielversprechendes Talent im Jahr 2000 in die russische Juniorennationalmannschaft und trainierte von da an im nationalen Trainingszentrum am „Runden See“ in der Nähe von Moskau. Bei den Junioren-Europameisterschaften 2002 in Patras, Griechenland gewann sie die Goldmedaille mit der russischen Mannschaft und belegte am Boden den sechsten Platz in der Gesamtwertung.
Bei der Teilnahme am 27. „Leverkusen-Cup“, der am 26. Oktober 2002 in der Wilhelm-Dopatka-Halle stattfand, nahm sie mit Erfolg teil und gewann mit der Mannschaft „Rostow am Don“ für Russland den Wettbewerb mit einer Gesamtwertung von 66,400 Punkten und belegte im Einzelmehrkampf den dritten Platz und einer Gesamtwertung von 33,100 Punkten.
Ihr erster internationaler Wettkampf bei den Senioren war im Jahr 2003 bei dem „WOGA Classic“-Turnier in Texas, USA. Dort erreichte sie in der Mannschaftswertung im Mehrkampf den dritten Platz.
Im darauf folgenden „Friendship Classic“-Turnier am 29. März 2003 in Pottsville gewann sie bei den Juniorinnen die Wertung im Einzelmehrkampf souverän mit einer Wertung von 37,200 Punkten vor der Zweitplatzierten Grace Taylor mit 35,150 Punkten aus den USA und belegte in allen anderen vier Einzelwettbewerben den ersten Platz. Im Jahr 2004 nahm Krjutschkowa am „Russian Cup“-Wettkampf teil und belegte im Einzelmehrkampf den fünften Platz sowie den ersten Platz am Boden. Durch diese guten Leistungen wurde sie in das Aufgebot für Russland bei den Olympischen Sommerspielen 2004 berufen. Nach ihrer professionellen Karriere arbeitete sie als Trainerin in Russland und trainierte unter anderem Marija Charenkowa.

### Olympische Sommerspiele
Krjutschkowa gehörte im Jahr 2004 in Athen bei den Olympischen Sommerspielen 2004 zum russischen Aufgebot im Geräteturnen. In der Qualifikationsrunde im Einzelmehrkampf am 15. August 2004 erreichte sie eine Wertung von 17,175 Punkten und belegte den 92. Platz von 98 gestarteten Teilnehmerinnen. Weiter folgte am gleichen Tag in der Qualifikationsrunde am Boden mit einer Wertung von 7,975 Punkten das Erreichen des 79. Platzes von 83 gestarteten Teilnehmerinnen. Den Einzelwettkampf im Pferdsprung schloss sie mit einer Wertung von 9,200 Punkten ab und belegte den 42. Platz von insgesamt 84 Teilnehmerinnen. Eine Qualifikation für die Finalwettbewerbe der Olympischen Spiele wurde somit nicht erreicht.
Im Mannschaftsmehrkampf nahm sie vom 15. bis 17. August 2004 mit der russischen Mannschaft die aus Ljudmila Jeschowa, Swetlana Chorkina, Anna Pawlowa, Jelena Samolodtschikowa und Natalja Siganschina bestand im Athens Olympic Sports Complex teil. In der Qualifikationsrunde am 15. August 2004 wurde der vierte Platz mit einer Wertung von 149,420 Punkten und die Qualifikation für das Finale erreicht. Am 17. August 2004 gewann sie im Finalwettkampf ohne eigenen Einsatz die Bronzemedaille mit 113,235 Punkten. Die Goldmedaille gewann die Mannschaft aus Rumänien mit 114,283 Punkten und die Silbermedaille die Mannschaft der USA mit 113,584 Punkten.